# Điện ảnh Nam Tư
Điện ảnh Nam Tư (tiếng Serb: Биоскоп Југославија, tiếng Croatia: Kino Jugoslavije, tiếng Macedonia: Кино на Југославија, tiếng Slovenia: Cinema Jugoslavije, tiếng Albania: Kinema e Jugosllavisë) là tên gọi ngành công nghiệp Điện ảnh của nước Cộng hòa Liên bang Nam Tư từ 1911 đến 2006.

## Lịch sử hình thành và phát triển

### Nhà làm phim tên tuổi
- Gojko Mitić

### Diễn viên nổi tiếng
- Gojko Mitić
- Milica Jovović